# Condado de Bruce

O Condado de Bruce é uma subdivisão administrativa da província canadense de Ontário. Sua capital é Walkerton. Possui uma área de 4 148,38 km², uma população de 63 892 habitantes e uma densidade populacional de 15,4 hab/km².